# Ninoxe odieuse
Ninox odiosa
Espèce
Statut de conservation UICN

 VU A2c+3c+4c : Vulnérable
Statut CITES
La Ninoxe odieuse (Ninox odiosa) est une espèce d'oiseaux de la famille des Strigidae.

## Répartition
Cet oiseau est endémique à la Nouvelle-Bretagne.